# Красноріченка
Красноріченка (рос. Краснореченка) — село у Грибановському районі Воронезької області Російської Федерації.
Населення становить 287 осіб. Входить до складу муніципального утворення Краснореченське сільське поселення.

## Історія
Населений пункт розташований у історичному регіоні Чорнозем'я. Від 1935 року належить до Грибановського району, спочатку в складі Центрально-Чорноземної області, а від 1934 року — Воронезької області.
Згідно із законом від 15 жовтня 2004 року входить до складу муніципального утворення Краснореченське сільське поселення.

## Населення
| 2010 | 2012 | 2013 | 2014 | 2015 | 2016 | 2017 |
| ---- | ---- | ---- | ---- | ---- | ---- | ---- |
| 373  | ↘357 | ↘334 | ↘317 | ↗323 | ↘310 | ↘295 |
| 2018 |      |      |      |      |      |      |
| ↘287 |      |      |      |      |      |      |